# Episodi di Roswell, New Mexico (prima stagione)
La prima stagione della serie televisiva di Roswell, New Mexico, composta da 13 episodi, è stata trasmessa negli Stati Uniti su The CW dal 15 gennaio al 23 aprile 2019. 
In Italia la stagione è stata trasmessa su Premium Stories dal 6 settembre al 29 novembre 2019.
| N. | Titolo originale                 | Titolo italiano            | Prima TV USA     | Prima TV Italia   |
| -- | -------------------------------- | -------------------------- | ---------------- | ----------------- |
| 1  | Pilot                            | La città misteriosa        | 15 gennaio 2019  | 6 settembre 2019  |
| 2  | So Much For the Afterglow        | Alla ricerca della verità  | 22 gennaio 2019  | 13 settembre 2019 |
| 3  | Tearin' Up My Heart              | Note dal passato           | 29 gennaio 2019  | 20 settembre 2019 |
| 4  | Where Have All The Cowboys Gone? | Dove sono finiti i cowboy? | 5 febbraio 2019  | 27 settembre 2019 |
| 5  | Don't Speak                      | Un segreto inviolabile     | 12 febbraio 2019 | 4 ottobre 2019    |
| 6  | Smells Like Teen Spirit          | Il senso dell'abbandono    | 26 febbraio 2019 | 11 ottobre 2019   |
| 7  | I Saw the Sign                   | Il segno                   | 5 marzo 2019     | 18 ottobre 2019   |
| 8  | Barely Breathing                 | Effetti collaterali        | 12 marzo 2019    | 25 ottobre 2019   |
| 9  | Songs About Texas                | Il disegno misterioso      | 19 marzo 2019    | 1º novembre 2019  |
| 10 | I Don't Want To Miss A Thing     | Memorie lontane            | 26 marzo 2019    | 8 novembre 2019   |
| 11 | Champagne Supernova              | Il quarto alieno           | 9 aprile 2019    | 15 novembre 2019  |
| 12 | Creep                            | Contrasti                  | 16 aprile 2019   | 22 novembre 2019  |
| 13 | Recovering the Satellites        | Ofiuco                     | 23 aprile 2019   | 29 novembre 2019  |

## La città misteriosa
- Titolo originale: Pilot
- Diretto da: Julie Plec
- Scritto da: Carina Adley Mackenzie

### Trama
Liz Ortecho ritorna alla città natale di Roswell per lavorare al ristorante di famiglia.
Qui incontra il suo amore del liceo Max Evans (divenuto vicesceriffo), la vecchia amica Maria De Luca e il suo ex-fidanzato Kyle Valenti.
Mentre dialoga con Max, un uomo spara fuori dal ristorante ed incidentalmente ferisce Liz: Max è costretto ad usare i suoi poteri per salvarla.
L'utilizzo di tali poteri tuttavia lo debilita e sua sorella Isobel, venuta a sapere dov'è tramite contatto telepatico con Max, lo cura.
Lei e l'altro fratello Michael si arrabbiano con Max per l'utilizzo dei poteri da parte sua.
Max però non li vuole sentire e decide di dire la verità sulla sua origine e i suoi poteri a Liz, la quale, intanto, sospettosa ha già prelevato un campione di DNA di Max per analizzarlo.
Quest'ultimo la porta nel luogo della nascita di lui e dei suoi fratelli e le spiega tutto.
Kyle, intanto, viene portato a conoscenza, del progetto Shepherd, un'iniziativa del Governo per rintracciare gli extraterrestri.
Alla riunione degli ex-studenti, Isobel avverte Max di rompere la relazione con Liz, per nulla intimorita dalle sue rivelazioni, prima che venga a sapere la verità sulla morte della sorella Rosa, avvenuta nel 2008.
- Altri interpreti: Carlos Compean, Rosa Arredondo, Amber Midthunder, Peter Diseth

## Alla ricerca della verità
- Titolo originale: So Much For the Afterglow
- Diretto da: Tim Andrew
- Scritto da: Eva McKenna e Carina Adley Mackenzie

### Trama
Max trova di notte Liz davanti alla tomba di Rosa e la riaccompagna al Crashdown Café, dove comunica a Max di aver ricevuto un'offerta di finanziamento per lo studio sulla rigenerazione vascolare a San Diego, ma prima del commiato gli dice di vedersi tra due giorni alle miniere.
Kyle viene a sapere della sorte del suo antenato Hector Valenti, morto al tempo dello schianto del 1947, ma rifiuta di prendere parte al progetto Shepherd.
Jenna, collega di Max, gli fa vedere il video dello sparo ed identificano come colpevole dell'accaduto Wyatt Long, successivamente umiliato in una gara con le pistole.
Liz trova Isobel e Michael al Crashdown, che tentano di spaventarla, temendo conseguenze negative per loro a causa delle troppe cose sapute dalla ragazza, ma arriva Max in suo soccorso e colpisce con un pugno Michael.
Liz invita il padre a partire per la California insieme a lei e poco dopo chiede a Kyle l'accesso ai documenti dell'obitorio.
Liz vede Max in chiesa e gli chiede se può mostrarle i ricordi di Rosa e nell'ultimo ricordo vede una scritta nella mano di Rosa che riporta la frase "a fraudulent zodiac".
A questo punto Liz ringrazia Max, che però è costretto a tornare al lavoro, a causa di una chiamata della polizia.
Liz la sera stessa chiede a Maria cosa poteva voler dire la scritta nella mano di Rosa e lei le rivela che è una frase di una canzone dei Third Eye Blind e che lo aveva scritto la sera in cui morì. Ciò fa cambiare idea a Liz riguardo alla figura di Max.
Kyle, come promesso, scopre il report nascosto dell'autopsia della sorella, che rivela che Rosa non è morta accidentalmente, ma che è stata uccisa da un alieno.
Max intanto salva il padre di Liz da un tentativo di linciaggio e, quando Liz trova il padre ferito, egli non può far altro che lodare l'operato di Max e dirle quanto lui la cerchi e parli sempre di lei.
Max si vede con Liz alla miniera e le dice che le ha mentito e alla domanda su quando partirà per San Diego, Liz risponde che probabilmente resterà a Roswell.
L'episodio termina con Max che va a trovare Jenna e Michael che va a trovare Alex ed entrambe le coppie finiranno facendo l'amore.
Kyle trova Liz davanti alla lapide di Rosa e la ragazza gli rivela che lotterà con le unghie per sapere la verità sulla morte della sorella, anche se l'autore dell'omicidio fosse Max Evans.
- Altri interpreti: Riley Voelkel, Amber Midthunder, Carlos Compean, Dylan McTee